# Rhyacotritonidae
Rhyacotritonidae là một họ động vật lưỡng cư trong bộ Caudata. Họ này có 1 chi đơn Rhyacotriton với 4 loài.

## Phân loại học
Họ Rhyacotritonidae gồm các chi loài sau:
Chi Rhyacotriton
- Rhyacotriton cascadae Good & Wake, 1992
- Rhyacotriton kezeri Good & Wake, 1992
- Rhyacotriton olympicus (Gaige, 1917)
- Rhyacotriton variegatus Stebbins & Lowe, 1951